# Azza Soliman
Azza Soliman, née en 1968, est une avocate et une militante des droits des femmes égyptienne. Elle a notamment créé le Centre for Egyptian Women’s Legal Assistance, a été plusieurs fois arrêtée et poursuivie, et plus récemment a témoigné sur la mort d'une manifestante, Shaimaa Sabbagh, tuée par la police égyptienne et a fait l'objet de mesures de rétorsions, y compris financières.

## Biographie
Née en 1968, dans une fratrie de 5 sœurs, elle est poussée par son père à faire des études et n'est jamais contrainte à porter le hijab. Devenue avocate, elle est également une des personnalités du combat pour les droits humains en Égypte. En 1995, elle fonde le Centre for Egyptian Women’s Legal Assistance (CEWLA, ou en français : Centre pour l'assistance juridique des femmes égyptiennes). A  partir de 1997, le CEWLA met en œuvre des programmes de formation et de sensibilisation juridique sur la question de l'égalité des sexes. Cette organisation non gouvernementale mène aussi des études, et organise des communications, sur des sujets telles que les violences faites aux femmes, les crimes d'honneur, la circoncision, le khul, les nouvelles interprétations juridiques de la charia, le statut des chrétiens, etc.,,.
Dans les années 2010, la situation sociale et politique évolue rapidement, à la suite de la révolution égyptienne de 2011. Les changements se succèdent à la tête de l’État. Elle reste très vigilante durant cette période, et réagit ainsi sur la difficulté pour les femmes de participer aux mouvements dans les rues et sur les places. Elle témoigne du harcèlement dont ces femmes peuvent être victimes.
En janvier 2015, alors qu'elle se trouve à la terrasse d'un café, elle est témoin d'une attaque par des policiers masqués d'une manifestation pacifique commémorant le quatrième anniversaire du mouvement du 25 janvier 2011  (la « journée de la colère » point de départ de la révolution de 2011). Elle voit la mort, à la suite d'un tir, d'une manifestante, Shaimaa Sabbagh, âgée de 31 ans,,. À la suite de ce drame, elle se rend volontairement au bureau du Procureur pour témoigner de la mort de Shaimaa Sabbagh lors de la dispersion de la manifestation par les forces de l'ordre. Elle souligne la responsabilité de la police, et dépose une plainte accusant le ministre de l'Intérieur et les forces de sécurité. À la fin de son témoignage, le procureur l'interroge  à son tour et l'informe qu'il porte lui aussi plainte contre elle et contre quatre autres témoins pour «réunion illégale» et «participation à une manifestation portant atteinte à la sécurité publique», alors qu'elle n'avait pas participé à la manifestation. Le 23 mars 2015, elle est formellement accusée et inculpée, avec seize autres personnes, de «protestation non autorisée» et de «violation de la sécurité et de l'ordre public». Le 23 mai 2015, la Cour l'acquitte des accusations contre elles, jugement confirmé en octobre de la même année par la Cour d'appel, le ministère public ayant fait appel de la première décision.
Le 19 novembre 2016, un nouvel ensemble de mesures de rétorsion s'enclenche contre elle. Alors qu'elle souhaite se rendre en Jordanie à une formation  sur les droits des femmes dans l'Islam, la police de l'aéroport lui signifie une interdiction de quitter le territoire. Peu de temps après, elle apprend que sa banque a gelé ses comptes ainsi que ceux de son cabinet d'avocat. Elle se rend à sa banque et fait lever le blocage des comptes, la banque lui indiquant avoir agi sur consignes orales et ne pouvant lui présenter un document officiel émis par un juge. Deux semaines plus tard, début décembre, elle est arrêtée par la police, conduite au poste puis au bureau d'un juge d'instruction pour être interrogée. Elle est accusée cette fois, de tomber sous le coup d'une nouvelle loi sur les organisations non gouvernementales, interdisant que ces ONG reçoivent des subventions de l'étranger. Ces accusations sont confirmées par un tribunal le 14 décembre 2016, ainsi que les mesures d'interdiction de sortie du territoire, de saisie des biens mobiliers et immobiliers et de gel de ses avoirs en banque. Un mouvement se solidarité s'organise pour lui venir en aide,,,.